# Marcus Antonius Pallas
Marcus Antonius Pallas († 62 n. Chr.) war Sklave der Antonia, der Mutter des späteren Kaisers Claudius, von der er 31 n. Chr. freigelassen wurde.
Während der Regierungszeit des Claudius genoss Pallas das besondere Vertrauen des Kaisers, der ihn in seinen engsten Beraterkreis aufnahm und ihn unter anderem als Verwalter der kaiserlichen Finanzen (lat. a rationibus) an den Regierungsgeschäften beteiligte.
Im Jahre 48 hatte Pallas neben Narcissus maßgeblichen Anteil an der Niederschlagung des Putschversuchs der Kaisergattin Messalina. Nach deren Hinrichtung verhalf er Agrippina der Jüngeren, mit der er ein heimliches Verhältnis hatte, dazu, die neue Ehefrau des Claudius zu werden und ihren Sohn Nero zum Thronfolger ausrufen zu lassen.
52 n. Chr. erhielt er vom Senat die ornamenta praetoria, die Amtsinsignien eines Prätors, was für einen Freigelassenen eine besonders hohe Auszeichnung darstellte.
Als nach dem Regierungsantritt Neros (54 n. Chr.) seine Verbündete Agrippina allmählich von Afranius Burrus und Seneca ihres Einflusses beraubt wurde, verlor auch Pallas seine einflussreiche Stellung und wurde schließlich 55 n. Chr. vom Kaiser seiner Ämter enthoben. Im Jahre 62 n. Chr. ließ Nero ihn töten, um sein außerordentlich großes Vermögen an sich zu reißen.
Sein Grabmal befand sich an der Via Tiburtina noch vor dem ersten Meilenstein. Plinius der Jüngere erwähnt etwas hämisch die Grabinschrift: Huic senatus ob fidem pietatemque erga patronos ornamenta praetoria decrevit et sestertium centiens quinquagiens, cuius honore contentus fuit. („Der Senat hat ihm wegen seiner Treue und Anhänglichkeit gegen seine Schutzherren die Insignien eines Prätors bewilligt, außerdem 15 Mill. Sestertien; bei letzterem Gnadengeschenk begnügte er sich mit der Ehre.“)